# Friedrich Franz (Politiker, 1910)
Friedrich Franz (* 22. September 1910 in Mainz; † 8. Dezember 1978 in Bremerhaven) war ein deutscher Politiker (FDP) und für Bremerhaven Mitglied der Bremischen Bürgerschaft.

## Biografie
Nach Schulbesuch mit Abschluss Mittlere Reife absolvierte Franz eine Ausbildung als Maurer, nach Berufstätigkeit folgte ein Fachhochschulstudium des Bauingenieurwesens mit dem Examen als Bauingenieur. 
Von 1939 bis 1946 war er Marineoberingenieur im Standortbauamt Bremerhaven und in Kriegsgefangenschaft. 
Bis 1953 war Franz in der Bauwirtschaft tätig, anschließend bei der Oberfinanzdirektion Bremen und zuletzt als Dienststellenleiter der Bauleitung Bremerhaven.

## Politik
Franz trat zum 1. Mai 1933 der NSDAP bei (Mitgliedsnummer 2.664.120).
Im Juli 1948 aufgrund der Weihnachtsamnestie als „nicht betroffen“ entnazifiziert.
1953 wurde er in Bremerhaven Mitglied der FDP. Von 1971 bis 1978 war er Mitglied der 8. und 9. Bremischen Bürgerschaft sowie Mitglied verschiedener Deputationen. Er unterstützte 1975 die Neugründung einer Hochschule in Bremerhaven trotz des Widerstandes der bremischen FDP. Nach seinem Tod rückte im Dezember 1978 Manfred Richter (FDP) als Abgeordneter nach.